# Petite Clef
Petite Clef je otočić uz otok Sveti Martin. Dio je francuskog prekomorskog kolektiva Zajednica Sveti Martin.

## Opis
Okružen je plićacima bijelog pijeska. Otok je utočište pelikana. Tijekom selidbe, od rujna do prosinca, otočić je prekriven pticama.